# Наведжи I
Наведжи I Муфі Мучімбундже (*д/н — 1775) — 5-й мвата-ямво (імператор) держави Лунди в 1766—1775 роках. На його панування припадає найбільше піднесення держави.

## Життєпис
Посів трон 1766 року. Продовжив активну загарбницьку політику попередників. Спочатку зміцнив владу над залежними держвами від Яка на річці Кванго на заході до Казембе на річці Луапула на сході. Потім були завойовані північні землі на річці Лулуа та створені «князівства охоронців кордонів», які захищали Лунду від нападів Луби.

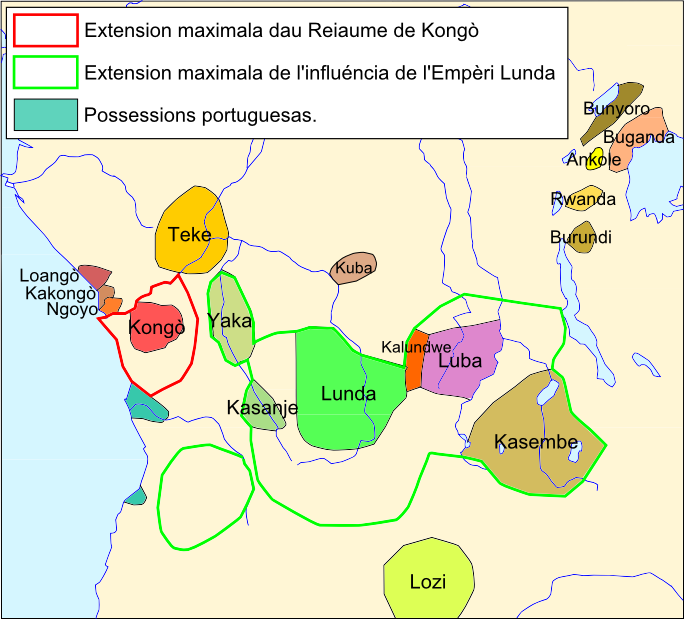
Лунда й залежні від неї держави за панування Наведжи I (позначено зеленою лінією)

Успішно воював проти мулохве Ілунги Сунґу. внаслідок чого поступово просувався північніше, діставшись озера Танганьїка. На деякий час навіть змусив Лубу визнати зверхність Лунди.
Активно сприяв розвитку торгівлі з портагльцями на заході та арабами на сході. Для цього встанвоив зверхність над державою Касандже, що була посердеником у торгівлі з португальцями.
Помер 1775 року. Йому спадкував Чикомб Яав Італеш.